# Heart of Stone (canción)
«Heart of Stone» —en español: «Corazón de piedra»— es una canción de la banda de rock inglesa The Rolling Stones, escrita por Mick Jagger y Keith Richards. Fue lanzada como sencillo en 1964 en los Estados Unidos, e incluida en un EP en Europa. En el Reino Unido apareció un tiempo después en el álbum Out of Our Heads, lanzado en septiembre de 1965.

## Composición y grabación
La canción fue escrita por Mick Jagger y Keith Richards. Está inspirada en el blues y R&B de la época, siendo una dramática balada que añade la sensación de la melancolía de un mal amor. La canción muestra al cantante discutir su vida de mujeriego, y cómo una chica en particular no le romperá el corazón.
Las sesiones de grabación comenzaron el 2 de noviembre de 1964 en los estudios RCA de en Los Ángeles, con Jagger cantando, Keith Richards y Brian Jones en las guitarras, Bill Wyman en el bajo, Charlie Watts en la batería y Jack Nitzsche aportando el piano y la pandereta.

## Lanzamiento y legado
«Heart of Stone» fue lanzado inicialmente en diciembre de 1964 como sencillo en los Estados Unidos donde se convirtió en su segundo hit en el Top 20., alcanzando el puesto número 19. La canción fue incluida en el álbum estadounidense The Rolling Stones, Now!, lanzado en febrero de 1965. En los Países Bajos, el EP alcanzó el puesto número 6 en las listas de sencillos. También apareció en la versión británica de Out of Our Heads en septiembre de 1965.
Una versión más larga apareció en el álbum Metamorphosis de 1975. Esta se había grabado entre el 21 y 23 de julio de 1964 con Jimmy Page en la guitarra y Clem Cattini en la batería, probablemente como una demo.
La canción ha sido incluida en varios discos compilatorios como Big Hits (High Tide and Green Grass) (1966), Hot Rocks 1964-1971 (1971), Singles Collection: The London Years (1989) y GRRR! (2012).

## Personal
Acreditados:
- Mick Jagger: voz, coros
- Keith Richards: guitarra eléctrica
- Brian Jones: guitarra eléctrica
- Bill Wyman: bajo, coros
- Charlie Watts: batería
- Jack Nitzsche: pandereta, piano

## Posicionamiento en las listas
| Listas (1965)                      | Mejor posición |
| ---------------------------------- | -------------- |
| Canadá (Canadian Hot 100)          | 15             |
| Países Bajos (Mega Single Top 100) | 8              |
| Estados Unidos (Billboard Hot 100) | 19             |

## Versiones de otros artistas
- El grupo británico post-punk The Mekons versionó la canción en su álbum de 1988 So Good It Hurts, retorciendo el impacto de la canción con una voz femenina proporcionada por Sally Timms.
- The Allman Brothers Band versionaron la canción en su álbum de 2003 Hittin 'the Note, su primer lanzamiento con el guitarrista Derek Trucks.
- La banda de Texas, Estados Unidos The Outcasts cubrió la canción en 1965.
- Sonic's Rendezvous Band también ha tocado la canción.